# السعودية في الصراع العربي الإسرائيلي
السعودية في الصراع العربي الإسرائيلي هي مواقف المملكة العربية السعودية خلال الصراع العربي الإسرائيلي تخللها مشاركة الجيش العربي السعودي ضد إسرائيل خلال حروب حرب 1948 والعدوان الثلاثي على مصر 1956 وحرب 1967 وحرب الإستنزاف وحرب أكتوبر 1973 ، وشملت خلالها مبادرات سلام سعودية أو حلول شاملة للصراع العربي الإسرائيلي مثل مبادرة السلام السعودية 1982 خلال القمة العربية في فاس بالمغرب ومبادرة السلام السعودية 2002 خلال القمة العربية في بيروت

## حروب السعودية ضد إسرائيل

### الجهاد السعودي ضد الاحتلال الإسرائيلي في فلسطين

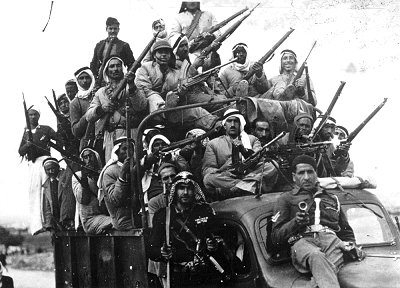
القوات السعودية متوجهه لفلسطين في حرب 48.

مع بداية المناوشات أرسل مفتي فلسطين أمين الحسيني والهيئة العربية العليا في فلسطين مندوباً إلى ملك السعودية الملك عبد العزيز آل سعود، لطلب المساعدة، فأمر الملك عبد العزيز آل سعود بإرسال كمية من الذخيرة والبنادق إلى الثوار في فلسطين، وتبرع الشعب السعودي بمبلغ خمسة ملايين ريال سعودي. وأمر الملك عبد العزيز آل سعود بإرسال فرقة كاملة من الجيش السعودي وفتح باب التطوع للشباب السعودي للجهاد في فلسطين وتوجهت الدفعة الأولى بالطائرات، فيما أرسلت بقية السرايا بالبواخر. وبلغ عدد ضباط وأفراد الفرقة قرابة ثلاثة آلاف ومائتي ضابط وجندي، وفقاً لعدد من الكتب التي رصدت تلك العلاقات السعودية الفلسطينية.
وتعددت المواقع والمعارك التي شاركت فيها القوات السعودية والمجاهدين السعوديين على أرض فلسطين. ومن أهم المواقع والمعارك التي شارك فيها الجيش السعودي ضد الاحتلال الإسرائيلي في فلسطين معركة دير سنيد وأسدود ونجبا والمجدل وعراق سويدان والحليقات وبيرون إسحاق كراتيا وبيت طيما وبيت حانون وبيت لاهيا وغزة ورفح والعسلوج ووتبة الجيش وعلى المنطار والشيخ نوران. وقامت القوات السعودية بنسف أنابيب المياه. وعرقلة سير القوافل التي كانت تـُـمـوِّن الجيش الإسرائيلي. واشتركت القوات السعودية في القتال على الخطوط الأمامية ضد القوات الإسرائيلية في غزة والمجدل ودير سنيد وأسدود. ونيتسايم جنباً إلى جنب مع القوات المصرية.

### العدوان الثلاثي على مصر عام 1956م
أثناء العدوان الثلاثي على مصر عام 1956 وقفت السعودية بكل ثقلها إلى جانب مصر في كل المجالات السياسية والاقتصادية والعسكرية، وقد قدمت السعودية لمصر في 27 أغسطس 1956 (100 مليون دولار) بعد سحب العرض الأمريكي لبناء السد العالي وفي 30 أكتوبر أعلنت السعودية التعبئة العامة لجيشها لمواجهة العدوان الثلاثي على مصر. وقامت باستضافة الطائرات المصرية الهاربة من العدوان في قاعدة الملك فيصل الجوية شمال غرب المملكة وتمكينها من النجاة من الغارات الجوية المكثفة التي تعرضت لها الطائرات المصرية، وقامت المملكة بوضع مقاتلات نفاثة من طراز فامبير تابعة للقوات الجوية الملكية السعودية تحت تصرف القيادة المصرية وقد شارك هذا السرب في الحرب وتنفيذ ما طلبته القيادة المصرية، وقدم دمر بالقصف الإسرائيلي 20 طائرة حربية سعودية من نوع فامبير وإستشهد فني الطائرات السعودي علي الغامدي في القصف 
وشارك في الحرب ضد إسرائيل (كمتطوعين) اثنان من ملوك السعودية هم الملك سلمان والملك فهد (عندما كانوا أمراء آنذاك).

### حرب 1967 وحرب الإستنزاف
في حرب 1967م وحرب الإستنزاف شارك الجيش السعودي في الجبهة الأردنية في معركة الكرامة وغور صافي وقدمت خلالها العديد من الشهداء منهم الملازم أول راشد بن عامر الغفيلي الذي استشهد في عام 1967 ، وقامت أيضاً السعودية بمساعدة الدول العربية التي تأثر اقتصادها وبنيتها التحتية بنتيجة الحرب. فأرسلت السعودية إلى مصر 41 مليون جنيه استرليني، وإلى الأردن 17 مليون جنيه استرليني.

#### حرب أكتوبر 1973
حرب أكتوبر أو حرب يوم الغفران هي الحرب العربية الإسرائيلية الرابعة التي شنتها كل من مصر وسوريا على إسرائيل عام 1973. بدأت الحرب في يوم 6 أكتوبر 1973 الموافق 10 رمضان 1393 هـ بهجوم مفاجئ من قبل الجيش المصري والجيش السوري على القوات الإسرائيلية التي كانت مرابطة في سيناء وهضبة الجولان.
وشاركت القوات السعودية في الحرب العربية-الإسرائيلية، ضمن الجبهة السورية، في الجولان وفي تل مرعي وخاض الجيش السعودي معارك طاحنة مع الوحدات الإسرائيلية.
وقامت السعودية بإعلان حظر نفطي لدفع الدول الغربية لإجبار إسرائيل على الانسحاب من الأراضي العربية المحتلة في حرب 1967" ، وأعلنت أنها ستوقف إمدادات النفط إلى الولايات المتحدة والبلدان الأخرى التي تؤيد إسرائيل في صراعها مع سوريا ومصر والعراق.

### الموقف من كامب ديفيد 1978
الحكومة السعودية كانت من أشد المعارضين لاتفاقية الكامب ديفيد وعند توقيع اتفاقية السلام بين مصر وإسرائيل قامت السعودية بقطع علاقاتها الدبلوماسية مع مصر ووصفت السعودية السادات بأنه خان الدول العربية، ولكن عادت العلاقات عام 1987م.

## مبادرة السلام السعودية 1981 - 1982

صورة أرشيفية لفهد بن عبد العزيز مع ياسر عرفات.

في نيسان[ ؟ ]أبريل 1981 وفي أثناء زيارة إلى عدة دول في الشرق الأوسط، دعا وزير الخارجية الأمريكي ألكسندر هيغ إلى قيام شرق أوسط جديد. حيث قال: 
. جاء الرد من الرياض، في 7 أغسطس/آب 1981، بمبادرة الأمير فهد ولي العهد السعودي، المكونة من ثمانية مبادئ هي:
| - انسحاب إسرائيل من جميع الأراضي العربية التي احتلت في العام 1967 بما فيها القدس العربية. - إزالة المستعمرات التي أقامتها إسرائيل في الأراضي العربية بعد العام 1967. - ضمان حرية العبادة وممارسة الشعائر الدينية لجميع الأديان في الأماكن المقدسة. - تأكيد حق الشعب الفلسطيني في العودة وتعويض من لا يرغب في العودة. | - تخضع الضفة الغربية وقطاع غزة لفترة انتقالية تحت أشراف الأمم المتحدة ولمدة لا تزيد عن بضعة أشهر. - قيام الدولة الفلسطينية المستقلة بعاصمتها القدس. - تأكيد حق دول المنطقة في العيش بسلام. - تقوم الأمم المتحدة أو بعض الدول الأعضاء فيها بضمان تنفيذ تلك المبادئ. |

رفضت مصر المبادرة فوراً، وأعلنت عن تمسكها باتفاقية كامب ديفيد. وفي 9 أغسطس/آب، رفضها أيضاً مناحيم بيغن. وأصدرت وزارة الخارجية الإسرائيلية بيان جاء فيه
. أعلنت المجموعة الأوروبية أن المبادرة تشكل أساسا للتفاوض، أما الولايات المتحدة فتجاهلت المبادرة ولم تتخذ أي موقف واضح منها. تباين الموقف العربي بين الرافض كسوريا والعراق، بينما أعربت دول أخرى عن الدعم. قيادة وكوادر حركة فتح داخل منظمة التحرير الفلسطينية، رفضتها بعنف، ، حيث أعلن فاروق القدومي «إن الظروف غير مناسبة لحل سلمي، وإن الفلسطينيين يرفضون النقطة السابعة في المشروع رفضا قاطعا» إلا أن ياسر عرفات دعم المبادرة حيث نقل عنه جورج حاوي، الأمين العام السابق للحزب الشيوعي اللبناني، قوله: «استعدوا للضربة، ولقد أديتم بضغطكم هذا إلى موقف سيؤدي إلى رفع الغطاء العربي عنا، واللهم اشهد أني بلغت».

قامت السعودية بسحب مشروعها في قمة فاس في نوفمبر 1981 وذلك إثر الضغوط التي مورست عليها. حيث قال الناطق الرسمي وقتها:
 يعتقد العديد من الباحثين أن إفشال المبادرة السعودية كان أساسيا لإتمام عملية غزو لبنان في العام الذي تلاها. حيث بدأت إسرائيل بالتحضير الفوري للعملية وانتظرت الحصول على الضوء الأخضر الأمريكي.

## مبادرة السلام السعودية 2002
مبادرة السلام العربية هي مبادرة أطلقها الملك عبد الله بن عبد العزيز ملك السعودية للسلام في الشرق الأوسط بين إسرائيل والفلسطينيين. هدفها إنشاء دولة فلسطينية معترف بها دوليًا على حدود 1967 وعودة اللاجئين وانسحاب من هضبة الجولان المحتلة، مقابل اعتراف وتطبيع العلاقات بين الدول العربية مع إسرائيل، وكانت في عام 2002. وقد تم الإعلان عن مبادرة السلام العربية في القمة العربية في بيروت. وقد نالت هذه المبادرة تأييدًا عربيًا.
وفي ما يلي النص الحرفي لمبادرة السلام العربية:
" مجلس جامعة الدول العربية على مستوى القمة المنعقد في دورته الرابعة عشرة.
إذ يؤكد ما أقره مؤتمر القمة العربي غير العادي في القاهرة في حزيران/يونيو 1996 من أن السلام العادل والشامل خيار استراتيجي للدول العربية يتحقق في ظل الشرعية الدولية، ويستوجب التزاما مقابلا تؤكده إسرائيل في هذا الصدد.
وبعد أن استمع إلى كلمة عبد الله بن عبد العزيز، ولي عهد المملكة العربية السعودية، التي أعلن من خلالها مبادرته داعيا إلى انسحاب إسرائيل الكامل من جميع الأراضي العربية المحتلة منذ 1967، تنفيذا لقراري مجلس الأمن (242 و338) والذين عززتهما قرارات مؤتمر مدريد عام 1991 ومبدأ الأرض مقابل السلام، وإلى قبولها قيام دولة فلسطينية مستقلة وذات سيادة وعاصمتها القدس الشرقية. وذلك مقابل قيام الدول العربية بإنشاء علاقات طبيعية في إطار سلام شامل مع إسرائيل.

### مخطط المبادرة

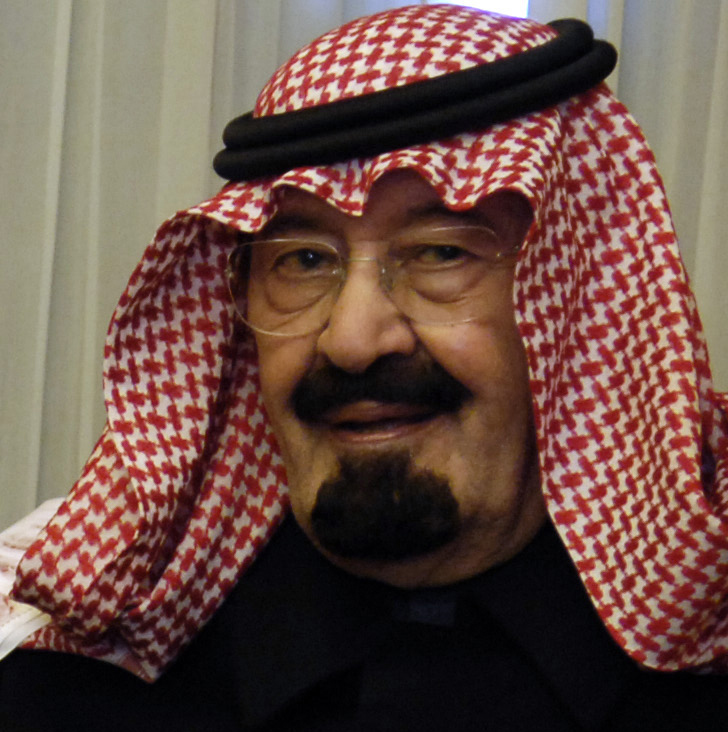
الملك السعودي عبد الله بن عبد العزيز، صاحب المبادرة.

وانطلاقا من اقتناع الدول العربية بأن الحل العسكري للنزاع لم يحقق السلام أو الأمن لأي من الأطراف.
- يطلب المجلس من إسرائيل إعادة النظر في سياساتها، وأن تجنح للسلم معلنة أن السلام العادل هو خيارها الاستراتيجي أيضا.
- كما يطالبها القيام بما يلي:[13]
  - الانسحاب الكامل من الأراضي العربية المحتلة بما في ذلك الجولان السوري وحتى خط الرابع من يونيو (حزيران) 1967، والأراضي التي ما زالت محتلة في جنوب لبنان.
  - التوصل إلى حل عادل لمشكلة اللاجئين الفلسطينيين يتفق عليه وفقا لقرار الجمعية العامة للأمم المتحدة رقم 194.
  - قبول قيام دولة فلسطينية مستقلة ذات سيادة على الأراضي الفلسطينية المحتلة منذ الرابع من يونيو (حزيران) في الضفة الغربية وقطاع غزة وتكون عاصمتها القدس الشرقية.
- عندئذ تقوم الدول العربية بما يلي:
  - اعتبار النزاع العربي الإسرائيلي منتهيا، والدخول في اتفاقية سلام بينها وبين إسرائيل مع تحقيق الأمن لجميع دول المنطقة.
  - إنشاء علاقات طبيعية مع إسرائيل في إطار هذا السلام الشامل.
- ضمان رفض كل أشكال التوطين الفلسطيني الذي يتنافى والوضع الخاص في البلدان العربية المضيفة.
- يدعو المجلس حكومة إسرائيل والإسرائيليين جميعا إلى قبول هذه المبادرة المبينة أعلاه حماية لفرص السلام وحقنا للدماء، بما يمكن الدول العربية وإسرائيل من العيش في سلام جنبا إلى جنب، ويوفر للأجيال القادمة مستقبلا آمنا يسوده الرخاء والاستقرار.
- يدعو المجلس المجتمع الدولي بكل دوله ومنظماته إلى دعم هذه المبادرة.
- يطلب المجلس من رئاسته تشكيل لجنة خاصة من عدد من الدول الأعضاء المعنية والأمين العام لإجراء الاتصالات اللازمة بهذه المبادرة والعمل على تأكيد دعمها على كافة المستويات وفي مقدمتها الأمم المتحدة ومجلس الأمن والولايات المتحدة والاتحاد الروسي والدول الإسلامية والاتحاد الأوروبي.

## حرب تموز 2006
ألقت الحكومة السعودية باللوم على «عناصر» في داخل لبنان في العنف مع إسرائيل، وقال بيان نشرته وكالة الأنباء السعودية إن السعودية "تود أن تعلن بوضوح أنه لا بد من التفرقة بين المقاومة الشرعية وبين المغامرات غير المحسوبة التي تقوم بها عناصر داخل الدولة ومن وراءها، دون رجوع إلى السُلطة الشرعية في دولتها، ودون تشاور أو تنسيق مع الدول العربية، فتوجد بذلك وضعاً بالغ الخطورة، يُعّرض جميع الدول العربية ومنجزاتها للدمار، دون أن يكون لهذه الدول أي رأي أو قول." ويعتبر هذا الموقف انتقاد صريح على غير العادة موجه إلى جماعة حزب الله وأنصارها الإيرانيين 

## حرب غزة ديسمبر 2008 - يناير 2009
دعا الملك عبد الله بن عبد العزيز ملك المملكة العربية السعودية إسرائيل إلى الوقف الفوري للهجوم. وقررت الحكومة السعودية بعد انعقاد مؤتمر الكويت الاقتصادي منح 1[ ؟ ] مليار دولار لإعادة إعمار قطاع غزة.

## حرب غزة 2014
دعت الحكومة السعودية إلى وقف العدوان الإسرائيلي على غزة فوراً،  وانتقدت عدم إدانة إسرائيل بشكل مباشر في مجلس الأمن.

### المواقف الشعبية
في عام 1947 في محافظة رأس تنورة نظم المعارض السعودي ناصر السعيد مظاهرة ضد قرار تقسيم فلسطين  ، وفي يونيو من عام 1967 قام متظاهرين سعوديين بالهجوم على القنصلية الأمريكية في مدينة الظهران بسبب دعمها لإسرائيل في نكسة 67  ، وفي عام 2002 تظاهر سعوديين تضامناً مع الانتفاضة الفلسطينية الثانية في مدينة الظهران  ومدينة سكاكا  ومدينة صفوى، وفي يوليو 2006 خرج مظاهرة مؤيدة لحزب الله اللبناني[ ؟ ] في محافظة القطيف  ، وفي نهاية 2008 وبداية 2009 خرجت مظاهرتين للتضامن مع غزة واحدة منها القطيف والثانية في الرياض وانتهت الأخيرة باعتقال الناشطين محمد العتيبي وخالد العمير. ، وهناك سعوديين ذهبوا إلى فلسطين وشاركوا في القتال (كمتطوعين) ومنهم السعودي فهد المارك الذي أطلق اسمه على أحد الشوارع الفلسطينية المؤدية إلى مدينة طولكرم ويعد فهد المارك أحد المتطوعين العرب اللذين استشهدوا في فلسطين بعد مشاركته بحرب 1948  ، بينما هناك من وقع منهم أسير في السجون الإسرائيلية مثل سلطان الرويلي 

### السعودية واللاجئون الفلسطينيون
هناك الآلاف من الفلسطينيين اللاجئين اللذين يقيمون في السعودية منذ عام 1948 وهم يقيمون في المدن السعودية بشكل طبيعي وليس كما يحصل في لبنان وسوريا حيث يعيشون حياة المخيمات، وافتتحت المملكة العربية السعودية عدة مشاريع في فلسطين أهمها مشروع إعادة الإسكان في غزة حيث يحتوي المشروع على وحدات سكنية ومدارس وأسواق تجارية ومراكز صحية ومركز مجتمعي وروضة أطفال ومساجد. ومشروع السكن بثلاث مراحل حيث طلبت السعودية من قطاع غزة خطط هندسية تفصيلية للمنازل المدمرة محددة فيها كميات مواد البناء من أسمنت وحديد وما يتعلق بالإعمار  وبدأت السعودية بالبناء وأسمت السعودية المرحلة الأولى الحي السعودي 1 ويتكون من 752 وحدة سكنية مع جميع الخدمات،  والمرحلة الثانية تم تسميتها الحي السعودي 2 ويتكون من 760 وحدة سكنية مع جميع الخدمات. والمرحلة الثالثة تم تسميتها الحي السعودي 3 وسيتم الانتهاء منه في 2015. بمن السعودية العديد من المدارس وساعدت في بناء منازل أخرى في قطاع غزة.
في عام 2013م اعلنت وكالة الانباء الفلسطينية ان محمود عباس تلقى 100 مليون دولار من السعودية لمواجهة الأزمة المالية. وفي عام 2014م قامت السعودية بتمويل اعمار غزة ب500 مليون دولار أمريكي.

## وصلات خارجية
- هل ماتت مبادرة السلام العربية؟  مروان المعشّر، مركز كارنيغي للشرق الأوسط.
- مبادرة السلام العربية تفتح أبواب التطبيع والتوطين على مصراعيها د. إبراهيم علوش، الصوت العربي الحر.